# 山根幸夫
山根幸夫（1921年8月21日—2005年6月24日），日本東洋史歷史學家，專攻明代史與中國近代史。

## 生平
山根出身於兵庫縣神崎郡越知谷村，1941年4月入讀東京帝国大学文学部東洋史学科，同期同學包括神田信夫（専攻清代史），他們之後亦經常一同出版書籍。1942年10月到1945年9月因為肺結核而休学，終於在1947年9月從東京帝国大学畢業。同年10月成為文部省公費資助的東京大学大学院特別研究生。1952年4月起擔任東洋大学文学部講師、1953年同大學助教授。1958年擔任東京女子大学文学部助教授、1961年同大學教授直到1990年3月退休，同年擔任東京女子大学名譽教授。他也有擔任東京大学、早稻田大学、明治大學等大學的兼任講師。

## 主要著作
單著
- 論集近代中国と日本 山川出版社 1976
- 明帝国と日本 講談社 1977
- 明清史籍の研究 研文出版 1989
- 近代中国のなかの日本人　研文出版 1994
- 明清華北定期市の研究 汲古書院 1995
- 建國大學の研究 　汲古書院 2003

その他多くの文献資料目録を編纂
共同編著
- 山根幸夫編　中国史研究入門　山川出版社　1991
- 山根幸夫 [ほか] 編　近代日中関係史研究入門　研文出版　1992